# Інгібітор ксантиноксидази
Інгібітор ксантиноксидази — будь-яка речовина, яка пригнічує активність ксантиноксидази, ферменту, який бере участь у метаболізмі пуринів. У людей пригнічення ксантиноксидази зменшує вироблення сечової кислоти, і деякі препарати, які пригнічують ксантиноксидазу, показані для лікування гіперурикемії та пов'язаних із нею захворювань, включаючи подагру.  Інгібітори ксантиноксидази досліджуються для лікування реперфузійного ушкодження.
Інгібітори ксантиноксидази бувають двох видів: аналоги пурину та інші. Аналоги пурину включають алопуринол, оксипуринол  і тизопурин. Інші включають фебуксостат,  топіроксостат та інозитоли (фітинову кислоту та міоінозитол).
Під час експериментів було виявлено, що численні природні продукти інгібують ксантиноксидазу in vitro або на тваринах (мишах, щурах). До них відносяться три флавоноїди, які містяться в багатьох різних фруктах і овочах: кемпферол, мірицетин і кверцетин.   Загалом рослинні флавони та флавоноли з 7-гідроксильною групою інгібують ксантиноксидазу.  Ефірна олія, витягнута з Cinnamomum osmophloeum, пригнічує ксантиноксидазу у мишей.  Натуральний продукт прополіс пригнічує ксантиноксидазу у щурів; конкретна речовина, відповідальна за це пригнічення, не була ідентифікована, і загальність цих знахідок невідома.  Екстракт листя Pistacia integerrima також пригнічує ксантиноксидазу на рівні, який, здається, заслуговує подальших досліджень. 
У народній медицині деревоподібна папороть Cyathea spinulosa (раніше Alsophila spinulosa ) використовується для лікування подагри, але його найактивніший компонент, кавова кислота, є лише слабким інгібітором ксантиноксидази. 